# Сентински храм
Сентински храм или црква Синти (Карач-Балк - Синти Клиса) је хришћански храм, подигнут 965. године на територији данашње Карачајево-Черкезије.
Како су показала истраживања археолога, Сентинска планина је била култно место много пре него што је на њој изграђен храм. Око њега на падини планине, пронађени су бројни антички гробови са предметима из периода од 5. до 8. века. Сам храм је подигнут на месту древног паганског светилишта, о чему сведочи чињеница да су у њеном зидању пронађени камени блокови са петроглифским сликама змија и геометријским шарама, као што је то случај код многих хришћанских црква које су основане на месту древних „храмова“ или чак обновљене од њих (Витлејем у Палестини, Јвари у Грузији, итд.).
Данашњи храм везује се за и оснивање Спасо-Преображењског Сентинског манастир у овој забаченој пустињи основаног с почетка 19. века, и обнову  древног храма из 10 века.

## Положај и заштита
Сентински храм је смештен на левој обали реке Теберде, притоке реке Кубан Теберде у близини карачајског села Сенти, у планинској зони Транс-кубанске територије, на граници појаса непрекидних шума у близини данашње општине Нижња Теберда (раније Сенти, Карач-Балк - Синти ), 18 км јужно од града Карачајевска.  Пут до храма је неасфалтиран. Понекад на пути има великог камења и рупа. Путовање је могуће пешице или аутомобилом са високим клиренсом. Путем до храма дугим  5,4 км. савладава се висинска разлика од 1.050-1.260 м.
Некада је поред храма пролазио активан трговачки пут који је водио од Кавкаских планина до источне обале Црног мора, па је објекат био од велике важности за путнике.
Сентински храм је тренутно напуштен, али прилично добро очуван. До њега дана из оближњег села води једва приметна стаза, окружена травом и камењем.
Поред Сентинског храма налази се камени маузолеј, такође из 10. века, вероватно намењен за сахрањивање виших свештеничких чинова - јединствена грађевина за Северни Кавказ. У близини маузолеја ископан је резервоар за сакупљање кишнице.
У близини храма, у гробницама, откривена су и древна блага која су лежала у земљи више од једног века -  бакарни врх штапа, оловни византијски крст и позлаћена дугмад.
Објекат је као споменик урбанизма и архитектуре проглашен за културног наслеђа народа Руске Федерације од федералног значаја, на основу Уредба Савета министара РСФСР „О унапређењу заштите споменика културе у РСФСР“ бр. 1327 од 30.08.1960. године.

## Историја
Изградњу Сентинског храма, научници датирају најкасније до 11. века, а неки (Бернадаци) до века Јустинијана Великог. Сматра се да су у ово доба у горњим токовима Кубана и Зеленчукова живели Адиги, односно Кабарди и Черкези, који су својевремено били под снажним утицајем Грка и од њих преузели хришћанску веру. Трагови овог утицаја и остаци хришћанских веровања налазе се међу овим племенима у данашње време, упркос дуготрајном утицају ислама на њих.
Основа за тачно датовање храма је грађевински натпис пронађен на северном зиду источног крака. Натпис је исписан црном бојом на белом углачаном малтеру, током прве фазе декорације храма, а датум је истакнут крупним словима. Висина слова креће се од 1,3 до 2,8 цм, а  бројева  од 2 до 6,8 цм. Његов текст гласи:
У оригиналу
Ενεκεν[ισ]θ(η), ενεωσ[θ(η)] ο να[ος] τ(ης)
υπεραγιας θ(εοτοκ)ου επη βασηλ[ειας
Νηκηφωρου, Βασηλ[ειου] και [Κωνσταντινου
κε Δα(υι)δ εξουσηωκρατορ(ος) [Αλανιας
κ(αι) Μαριας εξουσ[η]ωκρατ[ορισσης
μ]ην(η) Απρη(λιου) β´, ημερα αγ[η]ου Α[ντιπασχα (?)
δηα χηρος Θεοδωρου, μητ[ροπο-
λ(ιτου) καθηγη(ασμενου) Αλανι(ας), απ[ο] κ[τι-
σε(ως) κο(σμου) ετ(ους) ςυογ´. Αν[ε-
γραφε[το] δηα χειρος [του δεινος
αποκρησ(ιαριου) πατρ(ικιου).
У преводу
Освећени, обновљени храм
Света Богородица у царовању
Никифор, Василије и Константин
и Давид, егзузиократа из Аланије,
и Марија Ексузиократеса
2. априла, на дан свете антипасхе (?),
руком митрополита Теодора
лита освећене Аланије, из
мир 6473. године
руком писано име,
апокризија патриција.
У другој половини 19. века код цркве је подигнут Спасо-Преображенски Сентински манастир, православни метох Преображења Господњег,  на коме су монахиње манастира након реконструкције храм, нарушивши његов првобитни облик.  У древном храму монахиње су поставиле иконостас, рађен у старом стилу, за који су потребне богослужбене предмете и друге црквене потребштине  прикупиле монахиње, крећућући се каменим путем од подножја до врха планине,  који су саме исклесале у дужини од 4 миље.
Дана 22. октобра 1896. године, храм је освећен у име Преображења Господњег: и у њему се први пут, после векова ћутања, зачула реч Божија! значајан део фресака је нестао под утицајем времена. Године 1898. А. Н. Дјачков-Тарасов је посетио храм и пронашао само 17 фресака у њему.
Сам Сентински храм је први пут детаљно испитан, описао и скициран1829. године од старне италијанског архитекте Бернадација, кога је руска влада позвала да испита кавкаске минералне воде. Улазећи у храм, Бернадаци је, по његовим речима... 
...видео слике многих светаца и разне слике догађаја из живота Спаситеља. Сви зидови без икаквих зазора, чак и у куполи, осликани су фрескама, а живопис је, зачудо, прилично добро очуван... Зидови храма, од камена и делом од цигле, такође су савршено урађени. Очуван; испоставило се да је само под цркве (камен) потпуно оштећен, вероватно од Черкеза који су овде тражили благо.
У близини цркве Бернадаци је пронашао две гробнице, од којих је једна „са сводом и лепом архитектуром“, темеље две мале куће и вековни храст који је израстао на њиховим рушевинама. На падини планине Бернадаци је приметио гробнице од тесаног камена и између њих велики камени крст. Истовремено са Сентинским, Бернадаци је испитао и описао древни храм који се налазио у близини Хумаринског утврђења на обали Кубане.  
Бернадаци навови оба ова храма као византијска и датира их још из времена Јустинијана Великог.  
После Бернадазија, Сентински храм су посетили и описали многи други руски и страни истраживачи. Међутим, упркос пажњи научника, храм је остао у запуштеном стању скоро један век након отварања, служећи као склониште за стоку у лошим временским условима.

### Храм у време совјетске власти
У годинама совјетске власти, манастир је претворен у сиротиште-интернат (напуштен крајем 20. и почетком 21. века), који је сада у фази обнављања.
- Сентински храм с почетка 21. века
- Сентински храм, 2007.
- Сентински храм, 2015.
- Сентински храм, 2018.

## Архитектонске и конструктивне карактеристике
Сентински храм је једнокуполна грађевина, која је у основи у облику крст чији зидови су озидани од правилно ручно тесаног  локалног камена (доломита), испуњеног кречним малтером. У зидању поткуполних опружних сводова, у своду између сандучастог свода источног крака крста и свода апсиде, као и у преклапању прозорских отвора (осим апсиде), коришћена је основа (баш као и у другим крстокуполним аланским храмовима).
План храма је такозвани „слободни крст“ који се са једне стране завршава полукружном апсидом, а са три стране припратом (нартексом). Унутрашњи простор са четири стране „крста“ је прекривен цилиндричним сводовима, у плафону је уграђен светлосни добош, покривен куполом и заснован на троугластим сферним једрима на основу четири ободна лука. Апсида је прекривена сферичном конхом. Тренутно је изгубљено преклапање нартекса. 
На свакој од три крајње стране „крста“ налазе се по једна лучна врата и један високи и узак прозор. У апсиди су три слична прозора. Све лучне конструкције изведене су од камених плоча, прошаране керамичким постољем. Зидови и плафони су од блокова ружичастог пешчара различитих величина на кречном малтеру са додатком ситног речног каменчића.
Предворје храма, јужна, северна и западна страна, које тренутно постоје, подигнуте су најкасније 1908. године, на месту старих, растављених. 
Основа храма је стена. Земљишни слој је веома танак, максимална дебљина је 0,5 м. На северном углу западне припрате стена излази на површину. Темељи и постоље и зидови су од светлоружичастих пешчара различитих величина. Темељи и постоље чине једну целину због изузетно плитког темеља. Основа апсиде је степенаста. Седимент и уништење се не примећују. Тремови немају подрум.
Са јужне и источне стране видљиви су трагови дренажног система, каменог плочника и одводних јаркова од камена. Углови зидова главне зграде ојачани су великим каменим блоковима, како на фасадама, тако и унутар објекта. Максималне величине блокова су 120 х 60 х 25 цм. Испуна зидних површина између углова изведена је ситним каменчићима. Предворја су грађена од блокова скоро исте величине по висини – око 20 цм. У средњем делу зидног поља, код прозорских отвора, зидно поље је засуто ситним каменом, готово шутом. Дебљина зидова одговара 75-85 цм, у тремовима - 60 цм.  Малтер за зидање античког дела храма је кречњак, добро угашен, сиве боје са тамним речним песком и шљунком. 
Кречни малтер тремова је направљен од истог тамног песка али без шљунка, са много инклузија живог креча. Декорације фасадних површина  је од природног материјал и (10.-11- век ),  унутрашњи зидови су од глатког малтера  обојени и живописани (фрескама), а фасада је  колористичког решења.
Опружни лук испред апсиде је благо потковичастог облика. Три прозора у олтару су прекривена блоковима са лучним удубљењима – са у њих уклесаним архиволтама. Исто преклапање светлих отвора постоји и у храму Шоанин.
Зидови фасада завршавају се једноставним венцем од једне или две полице, који је рестауриран приликом последње рестаурације, што се уочава на основу фотографија из 19. века. У давна времена храм је био окречен, а кров покривен црепом. Сада споменик има двоводни кров. Међутим, горњи редови зидања у клештима не иду у хоризонталне редове, већ у "луку".
Једноставност плана Сентинског храма такође је изражена у одсуству било каквих пиластара: обимни лукови се ослањају директно на зидове. Грађевину карактеришу   за Алању традиционалне степенасти обимни лукови (у овом храму веома развијени). 
Јединствена за аланску архитектуру је и облик сводов. Крајеви кракова крста употпуњени су танким архиволтама које не почивају ни на чему, понављајући „лучни“ облик сводова.
У храм воде троја врата: са запада, севера и југа. Сва имају исти облик са полукружним кровним прозором на врху. Светлост је улазила у унутрашњост храма кроз ове лунете и четрнаест уских прозора.
Траг пуњења прозора тренутно се добро чита само у западном тимпанону. Највероватније су дрвени оквири уметнути у све прозорске отворе. Широм Сентинског храма пронађени су остаци округлог стакла, уметнутих у ове исте оквире. Са три стране (са запада, севера и југа) уз храм су припрате, по ширини једнаке краковима крста.
У данашњем облику храма, вестибуле су објекти изграђени 1897. године, на старим темељима. Вероватно су се првобитно појавиле нешто после завршетка изградње главног дела храма – јер се на месту где се граниче са зидовима могу пратити трагови малтерисања. Није јасно чему првобитно вестибули били намењени. Могуће је да се њихова поправка употребом глиненог малтера временски поклапа са последњом етапом осликавања храма (дакле, не раније од краја 11. века).
Споља се налази неколико каменом украшених плитких резбариј  у зиду. Ова декорација користи се у грађевинарству по други пут, али њено порекло остаје нејасно. Могуће је да она у почетку није имала никакве везе са изградњом храма.

## Фрескодекорација
У Сентинском храму који поседује највећи комплекс фресака у Аланији, у оквиру кога је сачувано доста фрагмената зидног сликарства. Фрескодекорација овог храма одвијала се у четиру фазе.
Прва фаза
У почетку су зидови храма кречени у бело са очекивањем будућег осликавања. Слике су биле само између прозора апсиде. То су два велика крста на степенастим узвишењима („калварија“). Огранци крстова се благо шире према крајевима и украшени су „драгим камењем“. Употребљена су три пигмента: најскупљи плави (једини случај у свим муралима храма), чађ и црвени окер. 
Још су видљиви фрагменти крстова, мада још увек постоје слике које су нестале испод наредних слојева малтера.
Друга фаза
У овој фази, слике првог слоја су избељене. У апсиди су се појавила четири велика крста и линија орнамента изнад њих. Фреске из овог периода су само делимично видљиве (или су изгубљене или прекривене каснијим слојевима сликарства). 
Западни крст се најбоље види на северној страни апсиде. Његова главна контура је нацртана графиком (дубински цртеж контуре изгребане на гипсу). Крст има благо проширене крајеве. Гране су подељене на "сегменте", обојене у белу, црвену и сиву боју. На раскрсници грана је нацртан круг из којег полазе пар паралелних линија у свим правцима. На крајевима грана, на угловима, налазе се два круга. 
Испод крста су видљиви су традиционални натписи са насловима: „ИЦ КСЦ НХКА“. Десно од крста, у интервалу пре следећег, видљива су два слично украшена круга. Треба напоменути да сви кругови ове фазе имају дубок кружни граф. Остала три крста су, судећи по нагађаним фрагментима, по форми слична.
Изнад крстова на свим зидовима храма била је плетеница – трака орнамента. Њени елементи су офарбани у црвену, сиву, црно-белу и „украшени” белим и црвеним „тачкама”. Споља је плетеница "украшена" малим "латицама" црвене и сиве боје. Аутор овог мурала није био професионалац, па је слика направљена помало немарно.
Трећа фаза
Трећи фаза обухвата осликавања Богородице изнад прозора апсиде и светитеља лево од олтарских прозора. Богородица је насликана на врху плетеног орнамента друге етапе која је пролазила преко прозора. Она је представљена до појаса, у иконографији Сигн-Влахернитиса . Снимили су га предреволуционарни уметници-истраживачи И. А. Владимиров и А. Н. Дјачков-Тарасов.
У нивоу прса Богородице сачуван је и савршено видљив лик Спаситеља Емануила представљен у медаљону. По свему судећи, почетком 20. века, премаз са каснијим сликањем четврте етапе још се није био потпуно срушио, а Беба се није видела. На цртежима истраживача беба није приказана, па се Сентинска слика Богородице понекад назива Оранта .
Спаситељ није имао ореол – традиционални крстић је исписан сигом. Пред нама је симболична слика „штита вере“, када круг Христовог ореола и обрис медаљона постају једно.
Лик светитеља налази се северно од олтарских прозора и уписан је у правоугаоно поље црвене боје. Потпис није сачуван, али се његови трагови, рађени у белој боји, виде, чини се, на позадини десно. Слика је изгледала као нека врста велике иконе. 
Испод лика светитеља налази се на гипсу изгребан графит, са исписаним именом Светог Николе. По свему судећи, ово је лик Светог Николе Мирликијског, што потврђује и његова иконографија.

## Галерея
- Сентински храм
- Сентински храм, поглед одозго, мај 2018.
- Сентински храм, поглед одозго, мај 2018.
- Сентински храм, поглед на Кавкаски ланац, мај 2018.
- Сентински храм, река Теберда, мај 2018.
- Сентински храм, панорама, мај 2018
- Сентински храм, панорама, мај 2018
- Сентински храм. Олтар. мај 2018
- Сентински храм. Античко сликарство, мај 2018
- Сентински храм. Свод, мај 2018.